# Robert von Wilms
Robert Karl von Wilms (* 11. September 1865 in Berlin; † 15. März 1945 in Potsdam) war ein deutscher Verwaltungsbeamter.

## Leben
Robert von Wilms entstammte einer 1896 nobilitierten Ärzte- und Offiziersfamilie. Er studierte Rechtswissenschaften an der Georg-August-Universität Göttingen. 1886 wurde er Mitglied des Corps Saxonia Göttingen. Nach Abschluss des Studiums, Promotion zum Dr. jur. und Referendariat wurde er Regierungsassessor im preußischen Staatsdienst. 1901 wurde er zum Landrat des Landkreises Osthavelland ernannt.
1909 wechselte von Wilms als Regierungsrat zur Steuerverwaltung in Berlin. 1909 wurde er als Oberregierungsrat zur Präsidialabteilung der Regierung Potsdam versetzt. 1914 erfolgte seine Ernennung zum Geheimen Oberregierungsrat und Berufung zum Vortragenden Rat an der Oberrechnungskammer in Potsdam. In dieser Stellung verblieb er bis zu seiner Pensionierung. Er war verheiratet mit der Gutsbesitzerstochter Frieda von Goertzke-Großbeuthen (1873–1920). Das Ehepaar hatte mit Elisabeth und Armgard zwei Töchter und den Sohn Robert.